# Posición esquizo-paranoide
La posición esquizo-paranoide es un concepto kleiniano, que corresponde a ciertos aspectos de la vida mental del ser humano, durante los tres o cuatro primeros meses de vida, donde predominan un sadismo máximo y una ansiedad predominantemente persecutoria, paranoide y confusional.

## Ansiedades básicas
Melanie Klein afirma que el niño, en sus primeros meses de vida, experimenta estados de ansiedad provocados tanto por causas internas (frustración de las necesidades corporales, hambre, sueño, etc) como por causas externas (trauma del nacimiento, otros eventos traumáticos). La ansiedad, según Klein, da cuenta de la acción de la pulsión de muerte en el organismo del individuo, lo cual se vive como miedo a la muerte, a la propia aniquilación y es (en la posición esquizo-paranoide) causa de ansiedades persecutorias.
El recién nacido no tiene consciencia de su madre como una persona, como un objeto total, sino que se relaciona exclusivamente con el pecho.
El bebé es amamantado y su vida depende del pecho de la madre. El niño lo siente como «pecho bueno» cuando lo gratifica y «pecho malo» cuando lo frustra. Estas experiencias gratificantes o frustrantes durante el proceso de alimentación son los estímulos para los impulsos libidinosos de amor o los agresivos de odio. El pecho bueno se convierte en el prototipo de los objetos gratificantes, beneficiosos y el pecho malo se convierte en el prototipo de los objetos frustrantes, persecutorios.
La introyección del pecho bueno constituye el núcleo del yo. La introyección estable del objeto bueno es una precondición para el desarrollo normal.

## Posición esquizo-paranoide
En los primeros cuatro a seis meses de vida del bebé predomina la posición esquizoparanoide.
En la posición esquizo-paranoide la ansiedad predominante es persecutoria, el temor a los ataques retaliativos de los objetos malos internos y externos.
- Ansiedad predominante: persecutoria
- Relación de objeto: con un objeto parcial
- Mecanismo de defensa: disociación (escisión, introyección o identificación proyectiva).
- Fantasía inconsciente: sádica y destructiva hacia el pecho

Al comienzo, en la teoría kleiniana, la disociación formaba parte de la posición depresiva pero luego pasa a ser considerada el mecanismo básico de la posición esquizoparanoide.
La disociación del objeto externo e interno en la posición genera fantasías de un objeto bueno gratificante y un objeto malo frustrante y por ende, entre un objeto idealizado y un objeto persecutorio.
Lo que en sus primeros trabajos era definido como culpa persecutoria, más tarde pasa a ser llamado ansiedad.
En la posición esquizo-paranoide se hallan los puntos de fijación de la esquizofrenia y de la paranoia.
Es sustituida por la posición depresiva.